# Tom Owens (athlétisme)
Pour les articles homonymes, voir Tom Owens et Owens.
Thomas « Tom » Owens, né le 14 septembre 1981, est un coureur de fond écossais spécialisé en trail et skyrunning. Il a remporté deux médailles individuelles aux championnats du monde de course en montagne longue distance et deux autres aux championnats du monde de skyrunning.

## Biographie
Tom ne commence la course à pied qu'à l'âge de 22 ans. Lors de ses études à l'université de Bristol, il prend part à tirage au sort pour remporter un dossard pour le marathon de Londres 2003 qu'il remporte à sa grande surprise. Il court le marathon, sa toute première compétition de course à pied et termine en 2 h 58 min 8 s. Cette course est une révélation pour lui. Il court à nouveau le marathon de Londres en 2004 et améliore son temps de 16 minutes. Il rejoint un club de course à pied et découvre le cross-country à la course à pied. Il fait la connaissance d'Andy Symonds à l'université qui lui fait découvrir la discipline du fell running. Les deux amis participent à la course du Snowdon en 2004, la première du genre pour Tom,.
Le 30 juillet 2006, il participe à la 6000D avec Andy et découvre le monde de l'ultra-trail et du skyrunning.
Le 14 juillet 2007, il remporte sa première course de fell running en battant Rob Jebb lors de la course d'Angus Munro, une manche des championnats de Grande-Bretagne de fell running.
Le 24 avril 2008, il prend le départ de la Three Peaks Race, comptant comme Challenge mondial de course en montagne longue distance où il représente l'Angleterre, courant pour son club Mercia Fell Runners de Church Stretton. Alors que le Slovène Mitja Kosovelj s'empare de la tête de course après l'abandon de Martin Cox, ce dernier s'essoufle en fin de course, permettant à Jethro Lennox et Tom de le doubler pour les deux premières marches du podium.
En 2009, il remporte les championnats d'Écosse de course de colline en battant Andy Symonds de deux points. Avec ce dernier, il remporte la Transalpine-Run en 2009 et 2010.
Sa deuxième place en 2008, l'ayant laissé sur sa faim, Tom court à nouveau la Three Peaks Race en 2011 avec la ferme intention de la remporter. À nouveau à la lutte avec Jethro Lennox, Tom parvient à s'en défaire dans les derniers kilomètres pour s'offrir la victoire devant Robbie Simpson. Le 18 juin, il prend part au Challenge mondial de course en montagne longue distance à Podbrdo avec Jethro et Robbie comme coéquipiers. Le trio termine en tir groupé derrière le local Mitja Kosovelj et décroche la médaille d'or au classement par équipes. Il se révèle en skyrunning durant cette année. Le 29 mai, il prend le départ de Zegama-Aizkorri. Alors que Kílian Jornet prend la tête en tant que favori, Tom s'accroche derrière lui au coude à coude avec Aitor Osa. Tandis que ce dernier cède, Tom ne lâche pas Kílian et termine deuxième à 30 secondes. Le 18 septembre, il s'impose sur l'épreuve finale de la Skyrunner World Series, le Sentiero del Grigne, en battant au sprint Stefano Butti sur un parcours raccourci à 28 km en raison des fortes pluies.
Il se blesse en 2013 et passe l'essentiel de la saison hors des circuits de compétitions pour récupérer.
Le 27 juin 2014, il prend le départ du marathon du Mont-Blanc comptant comme épreuve SkyMarathon des Championnats du monde de skyrunning. Alors que Kílian Jornet file en tête, Tom se retrouve dans le groupe de poursuivants. Il fait l'essentiel de la course en compagnie de Michel Lanne et résiste à Marc Lauenstein pour décrocher la médaille de bronze.
Prenant un départ prudent lors des championnats du monde de trail 2015 courus dans le cadre de la Maxi-Race du Lac d'Annecy, il se retrouve aux côtés de Patrick Bringer aux portes du top 10. Haussant le rythme en seconde partie, les deux hommes remontent dans le classement. Patrick termine sur la troisième marche du podium tandis que Tom termine quatrième, cinq minutes derrière le Français. Il remporte cependant la médaille de bronze au classement par équipes. Il remporte son second titre de champion d'Écosse de course de colline en 2015.
Il connaît une excellente saison 2016. Le 18 juin, il prend part aux championnats du monde de course en montagne longue distance qui se déroulent sur le Gorski Maraton à Podbrdo comme en 2011. Il termine au pied du podium et remporte l'argent par équipes avec Ricky Lightfoot et Andrew Davies. Le 23 juillet, il prend un bon départ sur le Buff Epic Trail 42K, épreuve SkyMarathon des championnats du monde de skyrunning. Après avoir mené la course sur quelques kilomètres, il se fait doubler par Stian Angermund-Vik, plus motivé que jamais après sa victoire en kilomètre vertical. Tom termine cinq minutes derrière le Norvégien et décroche la médaille d'argent. Le 6 août, il remporte la Hamperokken SkyRace, première épreuve de la nouvelle série « Extreme » de la Skyrunner World Series. Le 18 septembre, il termine deuxième de la Glen Coe Skyline derrière Jonathan Albon et se classe deuxième du classement Extreme également derrière ce dernier. Il décroche également une deuxième place à la course du Ben Nevis derrière Finlay Wild sur un parcours légèrement modifié où les coureurs n'ont plus le droit de couper par les prés.
Le 1er septembre 2017, il court son premier ultra-trail de plus de 100 km, le CCC et termine à une encourageante cinquième place.
Le 30 août 2019, Tom prend part à l'Ultra-Trail du Mont-Blanc après une première mise en bouche à l'Eiger Ultra Trail où il termine sixième. Sans objectif précis, il prend un départ prudent et pointe en onzième position à Courmayeur. Il rattrape ensuite Andy Symonds qui lui prédit une place sur le podium s'il continue à cette allure. Il termine finalement quatrième à moins de vingt minutes derrière Scott Hawker.

## Palmarès

### Course en montagne
| no  | masculin           | Course                                                      | Longueur | Départ           | Temps           |
| --- | ------------------ | ----------------------------------------------------------- | -------- | ---------------- | --------------- |
| 2e  | Médaille d'argent  | Challenge mondial de course en montagne longue distance     | 37,4 km  | 24 avril 2008    | 2 h 54 min 16 s |
| 1re | Médaille d'or      | Three Peaks Race                                            | 37,4 km  | 30 avril 2011    | 2 h 53 min 34 s |
| 2e  | Médaille d'argent  | Challenge mondial de course en montagne longue distance     | 37,5 km  | 18 juin 2011     | 3 h 26 min 59 s |
| 5e  | 5e                 | Marathon du Mont-Blanc                                      | 42,2 km  | 29 juin 2012     | 3 h 55 min 24 s |
| 2e  | Médaille d'argent  | Three Peaks Race                                            | 37,4 km  | 26 avril 2014    | 2 h 56 min 13 s |
| 3e  | Médaille de bronze | Three Peaks Race                                            | 37,4 km  | 30 avril 2016    | 2 h 52 min 14 s |
| 3e  | Médaille de bronze | Montée du Nid d'Aigle                                       | 20 km    | 17 juillet 2016  | 1 h 57 min 33 s |
| 4e  | 4e                 | Championnats du monde de course en montagne longue distance | 42,2 km  | 18 juin 2016     | 3 h 49 min 34 s |
| 2e  | Médaille d'argent  | Course du Ben Nevis                                         | 14 km    | 3 septembre 2016 | 1 h 34 min 14 s |
| 2e  | Médaille d'argent  | Three Peaks Race                                            | 37,4 km  | 29 avril 2017    | 2 h 54 min 0 s  |
| 1re | Médaille d'or      | Three Peaks Race                                            | 37,4 km  | 28 avril 2018    | 2 h 49 min 8 s  |

### Skyrunning
| no  | masculin           | Course                                            | Longueur | Départ            | Temps           |
| --- | ------------------ | ------------------------------------------------- | -------- | ----------------- | --------------- |
| 6e  | 6e                 | Championnats du monde de skyrunning - SkyMarathon | 32 km    | 25 juillet 2010   | 3 h 13 min 2 s  |
| 2e  | Médaille d'argent  | Zegama-Aizkorri                                   | 42,2 km  | 29 mai 2011       | 3 h 58 min 14 s |
| 1re | Médaille d'or      | Trofeo Scaccabarozzi - Sentiero delle Grigne      | 28 km    | 18 septembre 2011 | 2 h 23 min 54 s |
| 3e  | Médaille de bronze | Zegama-Aizkorri                                   | 42,2 km  | 20 mai 2012       | 4 h 6 min 5 s   |
| 2e  | Médaille d'argent  | Giir di Mont                                      | 32 km    | 29 juillet 2012   | 3 h 21 min 24 s |
| 2e  | Médaille d'argent  | Trophée Kima                                      | 50 km    | 26 août 2012      | 6 h 39 min 28 s |
| 3e  | Médaille de bronze | Trofeo Scaccabarozzi - Sentiero delle Grigne      | 43 km    | 17 septembre 2012 | 4 h 51 min 0 s  |
| 4e  | 4e                 | Mount Kinabalu Climbathon                         | 23 km    | 13 octobre 2012   | 2 h 16 min 7 s  |
| 3e  | Médaille de bronze | Championnats du monde de skyrunning - SkyMarathon | 42,2 km  | 27 juin 2014      | 3 h 26 min 20 s |
| 4e  | 4e                 | Trophée Kima                                      | 50 km    | 31 août 2014      | 6 h 48 min 1 s  |
| 1re | Médaille d'or      | Buffalo Stampede Ultra SkyMarathon                | 75 km    | 11 avril 2015     | 8 h 17 min 2 s  |
| 1re | Médaille d'or      | Whiteface SkyMarathon                             | 31 km    | 28 juin 2015      | 3 h 31 min 35 s |
| 2e  | Médaille d'argent  | Championnats du monde de skyrunning - SkyMarathon | 42 km    | 23 juillet 2016   | 4 h 1 min 59 s  |
| 1re | Médaille d'or      | SkyRace Comapedrosa                               | 21 km    | 31 juillet 2016   | 2 h 40 min 2 s  |
| 1re | Médaille d'or      | Hamperokken SkyRace                               | 53 km    | 6 août 2016       | 6 h 45 min 15 s |
| 2e  | Médaille d'argent  | Glen Coe Skyline                                  | 55 km    | 18 septembre 2016 | 6 h 37 min 21 s |
| 1re | Médaille d'or      | Ultimate Tsaigu                                   | 50 km    | 22 avril 2017     | 4 h 17 min 4 s  |
| 4e  | Médaille de bronze | Monte Rosa SkyMarathon                            | 35 km    | 23 juin 2018      | 5 h 18 min 57 s |

### Trail
| no  | masculin           | Course                         | Longueur | Départ             | Temps            |
| --- | ------------------ | ------------------------------ | -------- | ------------------ | ---------------- |
| 5e  | 5e                 | 6000D                          | 55 km    | 30 juillet 2006    | 4 h 45 min 40 s  |
| 1re | Médaille d'or      | Trail du Ventoux               | 46 km    | 22 mars 2009       | 4 h 2 min 44 s   |
| 4e  | 4e                 | Championnats du monde de trail | 90 km    | 30 mai 2015        | 8 h 26 min 23 s  |
| 6e  | 6e                 | Transvulcania                  | 73 km    | 10 mai 2014        | 7 h 31 min 15 s  |
| 3e  | Médaille de bronze | Ice Trail Tarentaise           | 65 km    | 13 juillet 2014    | 8 h 1 min 5 s    |
| 4e  | 4e                 | The Rut 50K                    | 50 km    | 13 septembre 2014  | 5 h 33 min 43 s  |
| 4e  | 4e                 | CCC                            | 101 km   | 1er septembre 2017 | 11 h 3 min 48 s  |
| 6e  | 6e                 | Eiger Ultra Trail              | 101 km   | 20 juillet 2019    | 12 h 27 min 16 s |
| 4e  | 4e                 | Ultra-Trail du Mont-Blanc      | 170 km   | 30 août 2019       | 22 h 4 min 29 s  |
| 2e  | Médaille d'argent  | Ultra-Trail Snowdonia 100K     | 103 km   | 13 mai 2023        | 13 h 31 min 10 s |